# Victor Ferreyra
Victor Hugo Ferreyra (Río Tercero, 24 de febrero de 1964) es un exfutbolista argentino que se desempeñaba como delantero.

## Trayectoria
Víctor Hugo “El Gallo” Ferreyra nació en el barrio Sarmiento de Rio Tercero un 24 de febrero de 1964 y como centrodelantero llegó a jugar algunos partidos en las inferiores de 9 de Julio.
Su carrera profesional arrancó en Racing de Córdoba, donde jugó entre 1984 y 1988, convirtió 12 goles y después pasó a San Lorenzo de Almagro hasta el año 1991 donde anotó otros 10 en 80 presentaciones. Esuvo a un paso de ser transferido a Boca Juniors, pero su pase no se concretó.
Entre 1991 y 1993 tuvo sus experiencias internacionales en el fútbol escocés y en Japón. En la temporada 1993/94 volvió a Córdoba para jugar 18 partidos en Belgrano, realizando 3 goles. En 1994 jugó 10 cotejos en Estudiantes de La Plata, con 4 goles.
Talleres de Córdoba lo tuvo en su equipo de 1994 al 1995 donde conquistó dos goles en 13 partidos. En la temporada 1995/1996 convirtió dos tantos en 13 partidos que jugó para Argentinos Juniors. En total, en la máxima categoría del fútbol argentino disputó 228 partidos, logrando 38 conquistas.
Finalizó su carrera jugando en el Nacional B con Douglas Haig de Pergamino.

## Selección nacional
Fue convocado a la Selección Nacional en la era Alfio Basile en 1991, anotando un recordado gol de media vuelta en un amistoso ante Brasil que culminó 3 a 3. Victor Ferreyra jugó 2 veces para la selección de fútbol de Argentina.
| Selección de fútbol de Argentina | Selección de fútbol de Argentina | Selección de fútbol de Argentina |
| Año                              | Part.                            | Goles                            |
| -------------------------------- | -------------------------------- | -------------------------------- |
| 1991                             | 2                                | 1                                |
| Total                            | 2                                | 1                                |

## Clubes
| Club                    | País      | Año       |
| ----------------------- | --------- | --------- |
| Racing                  | Argentina | 1984-1988 |
| San Lorenzo de Almagro  | Argentina | 1988-1991 |
| Dundee United FC        | Escocia   | 1991-1993 |
| Urawa Reds              | Japón     | 1993      |
| Belgrano                | Argentina | 1993-1994 |
| Estudiantes de La Plata | Argentina | 1994      |
| Talleres                | Argentina | 1994-1995 |
| Argentinos Juniors      | Argentina | 1995-1996 |
| Douglas Haig            | Argentina | 1997-1998 |